# Rio Beșineu (Cibin)
O Rio Beşineu é um rio da Romênia afluente do Rrio Mare, localizado no distrito de Sibiu.